# Michaela Ott
Michaela Ott (* 2. Januar 1955 in München) ist eine deutsche Philosophin, Film- und Kulturwissenschaftlerin, Autorin und Übersetzerin. Sie ist Professorin für Ästhetische Theorien an der Hochschule für bildende Künste Hamburg.

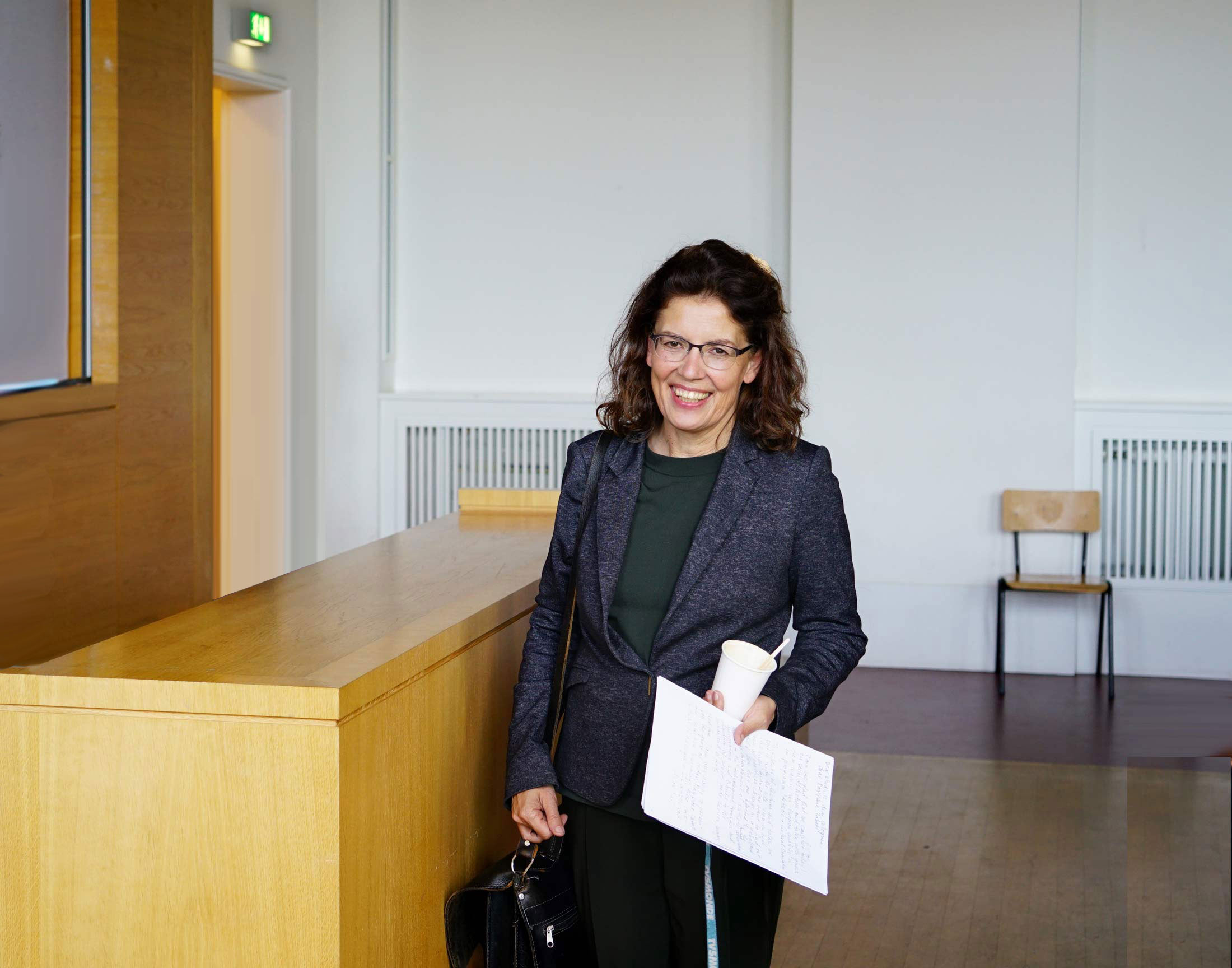
Michaela Ott

## Werdegang
Ott studierte Philosophie, Literatur- und Filmwissenschaft in München, Paris und Berlin. Sie hatte Gastprofessuren an der Kunsthochschule Berlin-Weißensee, an der University of California San Diego, USA, an der Technischen Universität Stuttgart und der ZHDK Zürich. 1992 erhielt sie das Alfred-Döblin-Schriftstellerstipendium der Akademie der Künste Berlin. Sie arbeitete als Übersetzerin theoretischer Texte aus dem Französischen und als Filmkritikerin. Seit 2005 ist sie Professorin für Ästhetische Theorien an der Hochschule für Bildende Künste Hamburg.
Ihre Forschungsschwerpunkte sind poststrukturalistische Philosophie, Ästhetik des Films und der Bildenden Künste, Theorien des Raums, der Affizierung und Dividuation, Fragen des Kunst-Wissens, Biennaleforschung, (post)koloniale Fragestellungen mit Schwerpunkt Afrika.

## Schriften (Auswahl)

### Monographien
- Vom Mimen zum Nomaden. Lektüren des Literarischen im Werk von Gilles Deleuze. Passagen Verlag, Wien 1998, ISBN 3-85165-321-1.
- u. a. Hollywood. Phantasma / Symbolische Ordnung in Zeiten des Blockbuster-Films. edition text und kritik, München 2005, ISBN 3-88377-804-4.
- Gilles Deleuze zur Einführung. Junius, Hamburg 2005, ISBN 3-88506-603-3.
- Affizierung. Zu einer ästhetisch-epistemischen Figur. edition text + kritik, München 2010, ISBN 978-3-86916-072-6.
- Dividuationen. Theorien der Teilhabe. b_books, Berlin 2015, ISBN 978-3-942214-15-5.
- Welches Außen des Denkens? Französische Theorien in (post)kolonialer Kritik. Verlag Turia + Kant, Wien/Berlin 2018, ISBN 978-3-85132-925-4.
- Von dualistischen zu dividuellen Kulturkonzepten/From dualistic to dividual concepts of culture. Avinus Verlag, Hamburg 2019, ISBN 978-3-86938-104-6.

### Herausgaben
- (zus. mit Harald Strauß): Ästhetik + Politik, Neuaufteilungen des Sinnlichen in der Kunst. Textem Verlag, Hamburg 2009, ISBN 978-3-941613-00-3.
- (zus. mit Hans-Joachim Lenger u. a.): Virtualität und Kontrolle. Textem Verlag, Hamburg 2010, ISBN 978-3-941613-26-3.
- (zus. mit Hanne Loreck): Re*: Ästhetiken der Wiederholung. Materialverlag, Hamburg 2014, ISBN 978-3-944954-15-8.
- (zus. Marie-Luise Angerer und Bernd Bösel): Timing of Affect. Epistemologies, Aesthetics, Politics. diaphanes, Zürich 2014, ISBN 978-3-03734-669-3 (englisch).
- (zus. mit Thomas Weber): Situated In Translations. Cultural Communities and Media Practices. transcript Verlag, Bielefeld 2019, ISBN 978-3-8376-4343-5 (englisch).
- (zus. mit Babacar Mbaye Diop): Decolonial Aesthetics I. Tangled Humanism in the Afro-European Context. Metzler, Stuttgart 2023, ISBN 978-3-662-65898-7 (englisch).
- (zus. mit Patrick Oloko, Peter Simatei, Clarissa Vierke): Decolonial aesthetics II. Modes of Relating. Metzler, Stuttgart 2023, ISBN 978-3-662-66221-2 (englisch).

### Übersetzungen
- Gilles Deleuze: Porzellan und Vulkan. Merve Verlag, Berlin 1977, ISBN 3-88396-038-1.
- Jean Baudrillard: Amerika. Matthes & Seitz, München 1985, ISBN 3-88221-371-X.
- Jean Baudrillard: Cool Memories 1980-1985. Matthes & Seitz, München 1989, ISBN 3-88221-248-9.
- Jean Baudrillard: Transparenz des Bösen. Merve Verlag, Berlin 1992, ISBN 3-88396-098-5.
- Emanuel Bove: Dinah. Friedenauer Presse, Berlin 1992, ISBN 3-921592-74-7.
- Michel Foucault: In Verteidigung der Gesellschaft. Suhrkamp, Frankfurt am Main 1999, ISBN 3-518-41068-7.
- Michel Foucault: Die Anormalen. Suhrkamp, Frankfurt am Main 2003, ISBN 3-518-58323-9.